# Sporophila americana murallae
El espiguero de Caquetá o semillero de Caquetá (Sporophila americana murallae) es una subespecie de ave paseriforme de la familia Thraupidae perteneciente al numeroso género Sporophila. Es nativo de América del Sur, en la parte occidental de la cuenca del Amazonas. 

## Distribución y hábitat
Se distribuye en el sureste de Colombia, este de Ecuador, noreste de Perú y extremo occidental de Brasil (oeste de Acre y oeste de Amazonas); registros recientes en el noreste de Bolivia (norte de Beni, en Llanos de Mojos).
Esta especie es considerada poco común en sus hábitats naturales: las áreas arbustivas y de pastizales, en especial a lo largo de los bordes de ríos o lagos, por debajo de los 400 m de altitud.

## Descripción
Tiene una longitud total de aproximadamente 11 cm. Los machos adultos tienen un pico negro relativamente pesado. Las partes superiores son de color negro, a excepción de una grupa gris (en realidad, blanco con rayado finamente negro, pero solo es visible de cerca), unas barras blancas en las alas y un pequeño espéculo blanco de la ala. Las partes inferiores son de color blanco, a excepción de unas bandas irregulares de color negro en el pecho (a menudo incompleto) y de color grisáceo moteado en los flancos. Algunos individuos muestran un malar negro. Las hembras son de tonos más apagados, tienen un pico café, dorso mate de beige oliva pálido y sus partes inferiores de oliva ocre. Los jóvenes se parecen a las hembras adultas.

## Comportamiento
Normalmente se le ve en parejas o pequeñas bandadas. Al igual que otros semilleros Sporophilas, que se alimenta principalmente de semillas, también se ha registrado la alimentación de tallos, hojas y frutos (por ejemplo Cecropia).

## Sistemática

### Descripción original
La subespecie S. americana murallae fue descrita por primera vez por el ornitólogo estadounidense Frank Michler Chapman en 1915 bajo el nombre científico de subespecie Sporophila aurita murallae; su localidad tipo es: «La Muralla [= Morelia], 600 pies [c. 180 m], Caquetá, Colombia». El holotipo, un macho adulto, colectado el 11 de julio de 1912, se encuentra depositado en el Museo Americano de Historia Natural bajo el número AMNH 117054.

### Etimología
El nombre genérico femenino Sporophila es una combinación de las palabras del griego «sporos» que significa ‘semilla’, y  «philos» que significa ‘amante’; y el nombre de la especie «murallae» se refiere a la localidad tipo «La Muralla», en realidad Morelia, Caquetá, Colombia.

### Taxonomía
Esta especie fue anteriormente considerada una subespecie de Sporophila americana, al igual que S. corvina . Fue reconocida como una especie separada principalmente a partir de los trabajos de Stiles (1996), en la Propuesta N.º 287 al Comité de Clasificación de Sudamérica (SACC). Sin embargo, esta situación taxonómica fue reevaluada en el año 2022 por el SACC en la Propuesta No 932, donde se demostró una amplia sobreposición en las características de plumaje y una significativa reducción en la brecha geográfica entre las distribuciones de S. murallae y S. americana, como consecuencia se aprobó el tratamiento como la subespecie S. americana murallae, con algunos taxonomistas opinando que puede tratarse apenas de una variación clinal ni siquiera mereciendo el rango de subespecie. El Congreso Ornitológico Internacional (IOC) y Clements checklist/eBird también siguen el tratamiento como subespecie.